# Colomban Cri-Cri
Le Colomban Cri-Cri est un avion bimoteur ultra-léger, conçu par Michel Colomban. C'est le plus petit bimoteur jamais construit dans le monde. On distingue les modèles MC-10 Cri-Cri, MC-12 Cri-Cri, MC-15 Cri-Cri et MC-15 Cri-Cri Jet.

## Présentation
En 1958, lorsque ce dernier se lance dans la conception du Cricri, personne ne croit à son projet. Il est vrai que cet avion tient plus du modèle réduit que de l'avion de tourisme, tout en affichant de grandes ambitions pour l'époque : 200 km/h avec seulement 30 ch.
Les performances de cet avion viennent de sa conception, en particulier de sa légèreté : le pilote est plus lourd que l'avion lui-même. Pour cela, l'utilisation des matériaux doit être judicieuse : le métal pour les longerons et le recouvrement des ailes, puis l'utilisation de nouveaux matériaux tels que le Klegecell (mousse de polychlorure de vinyle) pour faire les nervures.
Le premier vol du prototype de cette machine animée par deux moteurs monocylindres Rowena-Stihl de 10 ch a eu lieu le 19 juillet 1973, aux mains de Robert Buisson. Sur les appareils suivants, le Cricri était doté en majorité de moteurs JPX d'une puissance unitaire de 15 ch.
Cette petite machine est capable de passer toute la voltige de base.
En 2010, le Cricri E-Cristaline de Hugues Duval bénéficie de moteurs électriques de la société française Electravia de même puissance que les moteurs thermiques. L'appareil a établi le record du monde de vitesse pour avions électriques avec 262 km/h le 5 septembre 2010 lors du meeting de Pontoise, puis 283 km/h lors du salon du Bourget 2011. Ce Cricri électrique MC15E peut voler environ 25 minutes avec ses batteries lithium-polymère de 3 kWh. Ce Cricri exceptionnel participe à des meetings aériens, comme celui de Cergy-Pontoise, celui de Roanne ou celui de La Ferté-Alais, en établissant des records et en présentant la fameuse « Navette bretonne » : le Broussard « Groupe Tranchant » porte le Cricri électrique E-Cristaline sur son cockpit pour le décollage, puis le Cricri se sépare du Broussard en vol et évolue à ses côtés, pour la plus grande joie du public.
Le 16 septembre 2012, le record de vitesse a été battu lors du meeting aérien de Coulommiers par Dominique Bonnaire à bord de son Cri-Cri jet F-PCLF. Le Cri-Cri volant à 293 km/h. Ce Cri-Cri jet fût dès 2011, le premier avion équipé d'un système autonome de roulage électrique permettant de se déplacer au sol avec les réacteurs éteints.

## Traversée de la manche
Le 9 juillet 2015, largué entre Calais et Douvres par sa navette (Broussard) et piloté par Hugues Duval, le Cricri électrique se lance vers l'Angleterre, fait demi-tour au-dessus de Douvres et traverse la Manche en 17 minutes. Le lendemain, c'est l'E-Fan d'Airbus qui décolle par ses propres moyens de Lydd, dans le Kent, pour rejoindre l'aéroport de Calais - Dunkerque.

## Caractéristiques
Son surnom « Cricri » vient du prénom d'une des filles de Michel Colomban, Christine.
- La structure de l'avion est en aluminium.
- Les deux moteurs développent 11 kW chacun (MC-15) pour une vitesse maximale de 220 km/h en version thermique[6] (283 km/h en version électrique).
- Allongement : 7,74.
- Charge alaire : 55 kg/m2.
- Facteurs de charge : +6,0 g, −3,0 g.

## Galerie

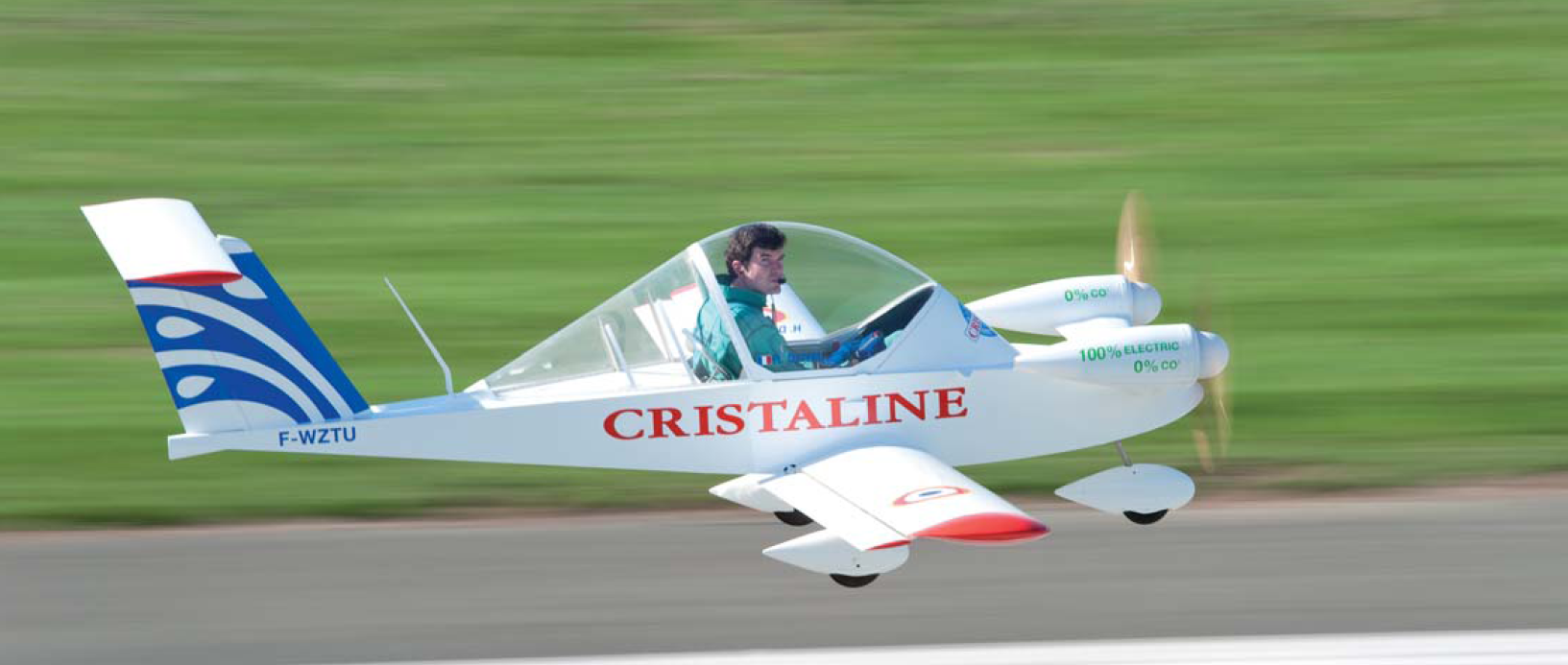
MC15E Cricri électrique de Hugues Duval.
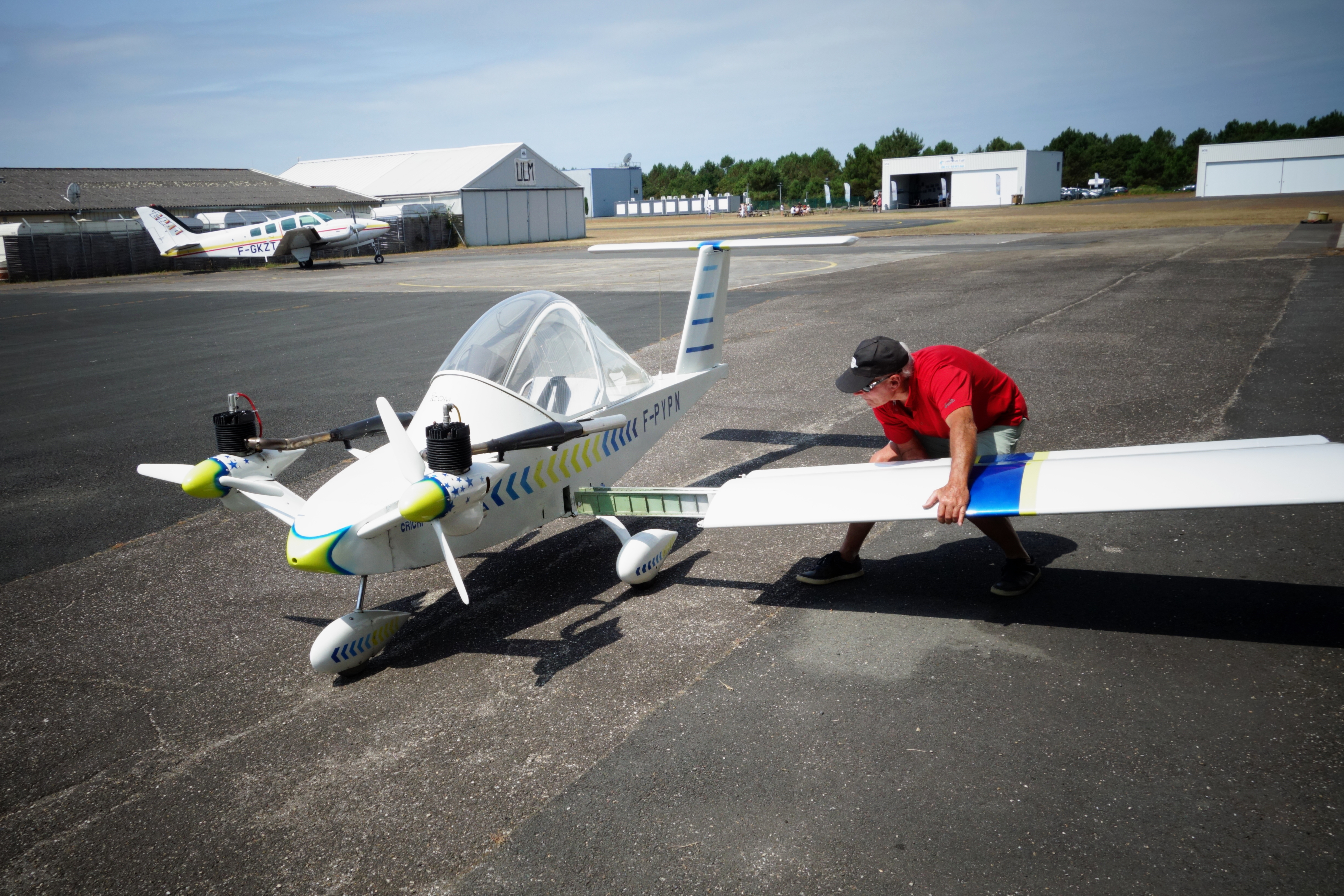
Démontage de l'aile.